# James McGeoch & Company
James McGeoch & Company war ein britischer Hersteller von Automobilen.

## Unternehmensgeschichte
Das Unternehmen aus Paisley begann 1905 mit der Produktion von Automobilen. Der Markenname lautete Seetstu, das entweder für seats two oder für seestu (see you im örtlichen Dialekt) stand. 1907 endete die Produktion. Insgesamt entstanden sechs oder sieben Exemplare.

## Fahrzeuge
Das einzige Model war ein Dreirad. Ein Zweitaktmotor mit 3 PS Leistung trieb das Fahrzeug an. Die offene Karosserie bot Platz für zwei Personen.